# Gabe Vincent

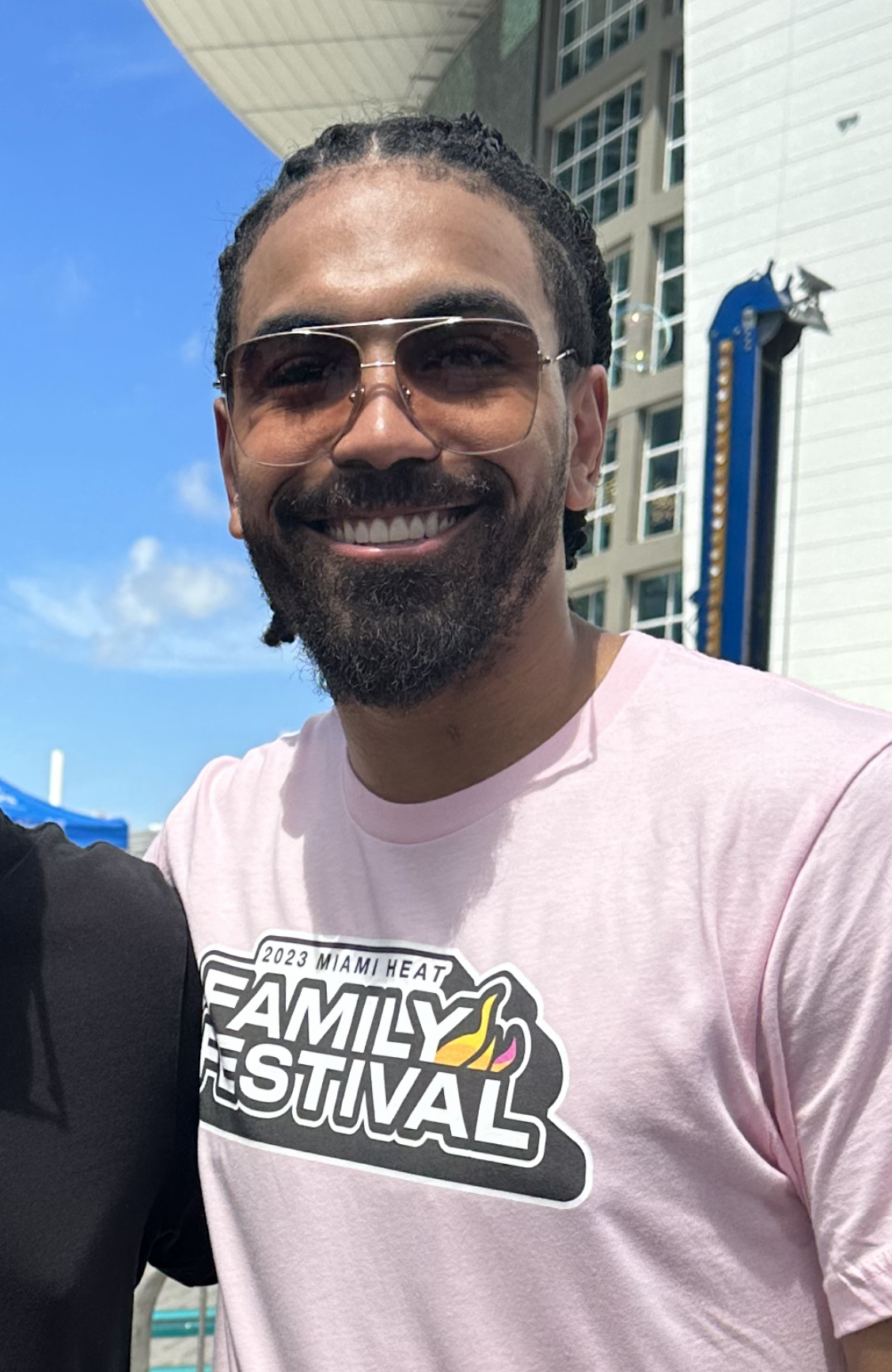
Gabe Vincent, 2023.

Gabriel Nnamdi "Gabe" Vincent, född 14 juni 1996 i Modesto, Kalifornien i USA, är en nigeriansk-amerikansk professionell basketspelare (PG) som spelar för Los Angeles Lakers i National Basketball Association (NBA). Han har tidigare spelat för Miami Heat.
Vincent deltog också vid de olympiska sommarspelen 2020 i Tokyo, där han var med och spelade för det nigerianska basketlandslaget.
Han blev aldrig NBA-draftad.
Innan Vincent blev proffs studerade han vid University of California, Santa Barbara och spelade för deras idrottsförening UC Santa Barbara Gauchos.